# Fernando M. Romero
Fernando Martínez Romero, más conocido como Fernando M. Romero (Córdoba, 5 de julio de 1978) es un pintor y artista plástico español.

## Biografía
Licenciado en Bellas Artes por la Facultad Alonso Cano de la Universidad de Granada (2001), ha realizado talleres y seminarios con artistas como Francisco Jarauta, Remo Bodei, Ángeles Agrela, Chantal Maillard, José Freixanes, Álex Francés, Javier Codesal, Arturo Herrera y Julie Mehretu.
En 2009 presentó su exposición La esperanza, en la Galería Carmen del Campo de Córdoba, y La ternura del universo, en la sala La etiqueta me duele del Ayuntamiento de Lucena.
En 2015 expuso en Elche Todo lo que subyace y en Barcelona Partículas Elementales, en la Fundación Arranz-Bravo de Hospitalet.
En 2016 participó en Pekín (China) en una exposición de pintura española, organizada por el Instituto Cervantes de la capital china.
En 2018 participó en Córdoba en la exposición colectiva Geométrico Trip South, organizada por la Fundación Botí, dependiente de la Diputación de Córdoba, exposición que más tarde se exhibió en el Instituto Cervantes de Roma (Italia).

## Premios y exposiciones
2018 -Geométrico Trip South, junto a José María Báez, Fernando Clemente y José Miguel Pereñiguez. Centro de Arte Rafael Botí, Córdoba.
2016 -He atrapado una sombra, Centro de Cultura Contemporánea de la Universidad de Granada.
2015 -Partículas elementales, Fundación Arranz-Bravo de Hospitalet (Barcelona).
2014 -El mapa no es el territorio. Galería Siboney. Santander. (individual)
Feel in the blank. AJG Gallery. Sevilla. (individual)
Dust is going to settle / El polvo se posará (con Natalie Häusler). Espacio Combo. Córdoba.
2013 -Humor vítreo. Galería pazYcomedias. Valencia. (Individual)
Love triangle. Candyland Gallery. Estocolmo. Suecia.
Swab 2013. AJG Gallery. Barcelona.
Colectiva. Sala de Exposiciones Municipal Casa Góngora. Córdoba.
Artistas de la Galería. Galería pazYcomedias. Valencia.
2012 -Exposición Colectiva. Galería Arte21. Córdoba.
Vida y muerte. Museo Municipal de El Carpio. Córdoba. (Junto a Carlos Aires, Jesús Zurita y otros)
Die Reise Nach St. Petersburg. Egbert Baqué Contemporary Art. Berlín.
ArteSantander. Galería Siboney. Santander. (Solo Project)
Plain View. Egbert Baqué Contemporary Art. Berlín. (Individual)
Justmad. Galería Siboney. Madrid.
Pollock Project. Egbert Baqué Contemporary Art. Berlín.
2011 -Premio de Pintura Maestro Mateo. Fundación CajaSur. Córdoba
¿Papel? Galería Arte21. Córdoba.
Feedbackstages. Casa Góngora. Córdoba. (Individual)
Arte, donación y vida. Sala Galatea. Córdoba.
Finalistas del V Premio Salou de Investigación Pictórica. Centro Cultural Torre Vella. Salou.
2010 -Empty Space. Subsuelo Galerie. Berlín.
2009 -Fin de curso. Galería Carmen del Campo. Córdoba.
Un nuevo comienzo. Sala Puertanueva, Fundación Prov. de Artes Plásticas Rafael Botí. Córdoba.
ArtMadrid´09. Galería Carmen del Campo. Madrid.
Arco´09. Stand institucional de la Consejería de Cultura de la Junta de Andalucía, Madrid.
2008 -Museo-Casa Natal Federico García Lorca. Fuente Vaqueros, Granada.
IX Premio Pepe Espaliú. Sala de Exps. Albergue Juvenil. Córdoba.
Sweet home / El jardín de la casa. Intervención mural en la Sede de Vimcorsa. Córdoba.
Exposición colectiva. Galería Carmen del Campo. Córdoba.
ArtMadrid´08. Galería Carmen del Campo. Madrid.
Arco´08. Stand institucional de la Consejería de Cultura de la Junta de Andalucía, Madrid.